# Трусделл, Клиффорд Амброуз
Тру́сделл, Кли́ффорд Амбро́уз (англ. Clifford Ambrose Truesdell III; 18 февраля 1919, Лос-Анджелес, Калифорния — 14 января 2000, Балтимор, Мэриленд) — американский математик, механик, физик и историк науки.

## Биография
Трусделл родился 18 февраля 1919 года в Лос-Анджелесе, штат Калифорния. В 1938—1942 годах учился в Калифорнийском технологическом институте.
В 1943 году защитил докторскую диссертацию в Принстонском университете, тема которой была посвящена мембранной теории оболочек. В 1950—1961 гг. преподавал в Университете штата Индиана, где среди его студентов были такие впоследствии известные учёные-механики, как У. Нолл, Дж. Эриксен и Дж. Серрин. В 1952 году Трусделл создаёт на факультете математики Университета штата Индиана «Журнал рациональной механики и анализа», где начинает публикации статей, подвергающих пересмотру некоторые традиционные взгляды на механику и термодинамику. Это вызывает резкую критику со стороны руководства факультета, и в 1956 году за «еретическую» деятельность Трусделла отстраняют от руководства журналом.
Благодаря личным связям в западногерманской науке Трусделлу удаётся основать два новых журнала: в 1957 году — «Архив рациональной механики и анализа» (Archive for Rational Mechanics and Analysis), а тремя годами позже — «Архив истории точных наук» (Archive for History of Exact Sciences). За это он подвергся административным наказаниям и был вынужден перейти в 1961 году в Университет Джонса Хопкинса на должность профессора теоретической механики, где он и работал вплоть до своего ухода на пенсию в 1989 году. Там, вместе со своим учеником У. Ноллом, Трусдел создаёт современную рациональную нелинейную механику сплошных сред, включавшую теории упругих и жидких тел, разрабатывает систему обозначений для неё, которая в дальнейшем становится международным стандартом. Исследования Трусделла по специальным функциям внесли большой вклад в математическую физику.

## Научная деятельность
Научные работы Клиффорда Трусделла посвящены различным вопросам механики и термодинамики, а также истории данных разделов науки. Имеет более 2500 научных публикаций.
Внёс — совместно с У. Ноллом и рядом других учёных-единомышленников — значительный вклад в аксиоматизацию механики и термодинамики сплошных сред. Созданная в результате теория носит дедуктивный характер: основные понятия описываются с помощью формальных структур, а взаимосвязи между данными понятиями — основными законами механики (и термодинамики), а также аксиомами технического характера, относящимися к любым сплошным средам. Различие между конкретными классами сред устанавливается теорией определяющих соотношений. При этом Трусделл, как и А. Ю. Ишлинский, подчёркивал, что в механике понятие энергии — при всей его важности — всё же носит вторичный характер, а главным является понятие силы (в механике сплошных сред, соответственно, понятие напряжения).
Установил (совместно с Б. Коулменом) для однородных несжимаемых простых тел теорему Коулмена — Трусделла о течениях, сохраняющих циркуляцию. В теории определяющих соотношений выдвинул в качестве общего методологического принципа правило равноприсутствия (equipresence). Согласно данному правилу, если для сплошной среды выбран некоторый набор определяющих соотношений и в одном из них фигурируют некоторые независимые переменные, то эти переменные должны фигурировать и в остальных соотношениях (если это не противоречит принципам механики и термодинамики).
В 1957—1960 гг. Трусделл построил современную термодинамическую теорию смесей, в которой смесь рассматривается как суперпозиция определённого числа континуумов, для каждого из которых предполагается выполнение принципа непрерывности; при этом для каждой компоненты имеют место парциальные уравнения сохранения и парциальные определяющие соотношения.
Разработал вариант термодинамики однородных процессов, основанной на понятии «тепловой грани» — скалярной функции, ограничивающей сверху скорость нагрева (т. е. тепловую мощность тела). Получил оценку для коэффициента полезного действия в циклическом процессе (которая обобщает классическую оценку, ранее полученную Карно, Клаузиусом и Кельвином для более узкого класса определяющих соотношений, характеризующих термодинамические свойства тела). Доказал теорему о цикле Карно, утверждающую, что (при некоторых чётко сформулированных допущениях) единственными термодинамическими циклами, в которых могут быть достигнуты максимальные значения коэффициента полезного действия, являются циклы Карно.

### Общество натуральной философии
1963 год стал годом объединения всех сторонников новых идей механики в единую организацию, которая получила название «Общество натуральной философии» (Society for Natural Philosophy). В неё вошли математики, физики, химики и инженеры. Первая конференция общества, на которой было избрано руководство организацией, состоялась 25 марта 1963 года в Балтиморе и посвящалась статистическим и континуальным теориям материалов. 2 ноября этого же года состоялась вторая конференция, на которой Трусделл описал развитие концепции жидкости с момента её возникновения в механике до 1900 года.
На протяжении всего периода существования конференции общества затрагивали не только различные темы традиционных областей механики сплошных сред (упругость, гидродинамика, аксиоматические системы механики), но также и различные приложения математических и механических теорий (пластичность, вязкоупругость, устойчивость, теория катастроф, оптимальное управление, вариационное исчисление, теории моделей, смесей и дислокаций). Главными теоретиками общества были сам Трусделл, его ученик Уолтер Нолл (Walter Noll) и Бернард Д. Коулмен (Bernard D. Coleman).

## Некоторые высказывания К. Трусделла
Для стиля научной прозы К. Трусделла характерны яркий, сочный и образный язык, бескомпромиссность в отстаивании принципиальных положений, выраженная полемичность. Представление об этом можно получить из приведённых ниже цитат (в которых, между прочим, нередко обсуждаются весьма важные — в методологическом плане — вопросы).
Из «The Tragicomical History of Thermodynamics, 1822–1854»:
'Семь раз за последние тридцать лет я старался проследить аргументацию Клаузиуса, пытавшегося доказать, что интегрирующий множитель существует в общем случае и есть функция только температуры, одинаковая для всех тел, и семь раз это совершенно обескураживало меня'.
Из «Первоначального курса рациональной механики сплошных сред»:
‘Я... пытаюсь даже начинающему представить «классическую» механику такой, как она есть, — величественной совокупностью упорядоченных понятий и доказанных теорем, частью старых и даже очень старых, а частью расположенных на границе известного, у входа в великие нерешённые проблемы и ещё не очищенный опыт познания природы, какой её видят глаза и чувствуют руки человеческие’.
‘К числу объектов, представляемых механикой при помощи математических моделей, относятся животные и растения, горы и атмосфера, океаны и недра, вся среда, в которой мы живём, небесные тела, старые и новые, и те четыре «элемента», из которых, как считали древние, состоит всё на свете: земля, вода, воздух и огонь. Как показывает её название, механика представляет также механические устройства, изобретённые человеком: фонтаны и автомобили, мосты и фабрики, музыкальные инструменты и пушки, канализационные трубы и ракеты. Всё это моделируется механикой, но моделируется грубо’.
'Я избегаю в своей книге… термина [энтропия] и сопровождающих его терминов «состояние», «первый закон термодинамики», «второй закон термодинамики», «обратимый», «кипятильник», «вселенная» и т. д. ad nauseam (лат. до тошноты), чтобы избавить читателя от путаницы, которая обычно проистекает от их использования'.
Из «Термодинамики для начинающих»:
‘Название этой лекции выбрано не для оскорбления. Вы далеко не новички в термодинамике; к несчастью, я также перенёс обучение этой науке’.
(Именно Ньютон) ‘сказал нам, что сила есть нечто большее, чем гравитация и упругость и немногие известные тогда измеряемые силы. Сила, любая сила, есть нечто, что можем вообразить независимо от того, существует оно в природе или нет, и то, чему мы учим ныне новичков в механике — прежде всего уметь представлять любые виды сил и те действия, которые они произвели бы, если бы существовали’.
‘Я повторяю в течение уже многих лет, пренебрегая насмешками людей, наделённых физической интуицией, что температура и энтропия являются наряду с массой, положением и временем первоначальными неопределяемыми переменными. Они описываются только такими свойствами, которые можно выразить языком математики’.
'Если элементарный курс физики дает возможность студенту усвоить некоторые истины относительно механики, которые нужно закрепить, и некоторые заблуждения, которые нужно исправить, то элементарный курс термодинамики обогащает его запас слов и путаницу понятий'.
‘В своём великом трактате Ньютон не говорит ни единого слова о том, что такое сила и как её измерять. Его величайший вклад в механику — это понятие силы a priori’.
‘В термодинамике XIX в. не было Ньютона, который дал бы ей рецепты решения проблем. Вместо этого вновь и вновь пережёвывались физические основы того, что теперь рассматривается как одна частная проблема термодинамики, но что в то время ошибочно считалось сутью предмета, настоящей теорией «вселенной», этого излюбленного термина мрачных пророков термодинамики’.
Из «Шести лекций по современной натурфилософии»:
‘В течение двухсот лет области научных исследований преднамеренно суживались и уменьшались до размеров острия булавки. Были созданы специальные микроскопы для того, чтобы организованное микромышление могло разветвить эти области на микронауки, бюджет которых сейчас исчисляется в мегадолларах за килочас’.
‘Для изготовления телескопа опыт проектирования микроскопов недостаточен, хотя и не бесполезен’.
‘Картину природы в целом, которую даёт нам механика, можно сравнить с чёрно-белой фотографией: она пренебрегает многим, но в рамках своих ограничений может быть чрезвычайно точной. Делая чёрно-белую фотографию более гибкой и более резкой, мы не получим цветных снимков или объёмных скульптур, однако она остаётся полезной в тех случаях, когда цвет и глубина не играют роли, когда их невозможно передать с необходимой точностью или когда они будут отвлекать внимание от истинного содержания’.
‘Ньютон сказал: «Природа проста и не допускает излишеств». Чтобы уметь обращаться с общими свойствами, мы должны научиться думать снова просто и использовать математические понятия, которые представляют опыт неискажённым и необработанным’.
‘Культиваторы линейной «термодинамики необратимых процессов» обращаются к малым возмущениям термостатики. Стремясь укрепить рушащуюся иллюзию, что энергия — это всё, они распространяют вымученную из определяющих уравнений… интерпретацию результатов на некоторые новые закоулки науки, укутывая предмет в одеяло из линейной и симметричной тины’.

## Награды
- Медаль Бингама Реологического общества — в 1963 году[30].
- Премия Биркхофа Американского математического общества — в 1978 году[31].
- «Медаль Теодора фон Кармана» Американского общества инженеров-строителей в 1996 году[32].

## Публикации

### На английском языке
- Truesdell C., Toupin R. A.  The Classical Field Theories. Handbuch der Physik (ed. S. Flügge), Bd. III/1. – Berlin—Göttingen—Heidelberg: Springer-Verlag, 1960.
- Truesdell C., Noll W.  The Non-Linear Field Theories of Mechanics. Handbuch der Physik (ed. S. Flügge), Bd. III/3. — Berlin—Heidelberg—New York: Springer-Verlag, 1965.
- Truesdell C.  Six Lectures on Modern Natural Philosophy. — N.-Y.: Springer-Verlag, 1966.
- Truesdell C.  Thermodynamics for Beginners. Irreversible Aspects of Continuum Mechanics and Transfer of Physical Characteristics in Moving Fluids // IUTAM Symposia, Vienna, 1966. — Wien—New York: Springer-Verlag, 1966. — P. 373—387.
- Truesdell C.  Essays in the History of Mechanics. — Springer-Verlag, 1968.
- Truesdell C.  Rational Thermodynamics. A Course of Lectures on Selected Topics. — N.-Y.: McGraw-Hill, 1969.
- Truesdell C.  History of Classical Mechanics. Part I, to 1800 // Die Naturwissenschaften, 63, N 2, 1976. — P. 53—62.
- Truesdell C.  History of Classical Mechanics. Part II, the 19th and 20th Centuries // Die Naturwissenschaften, 63, N 3,  1976. — P. 119—130.
- Truesdell C.  A First Course in Rational Continuum Mechanics. — N.-Y.: Academic Press, New York, 1977. — ISBN 0-12-701301-6.
- Truesdell C. . The Tragicomical History of Thermodynamics, 1822—1854. — New York — Heidelberg — Berlin: Springer-Verlag, 1980. — xii + 372 с. — (Studies in the History of Mathematics and Physical Sciences, vol. 4). — ISBN 978-1-4613-9446-4.
- Truesdell C., Rajagopal K. R.  An Introduction to the Mechanics of Fluids. — Boston: Birkhauser, 1999.

### В переводе на русский язык
- Трусделл К.  Термодинамика для начинающих // Механика. — 1970. — № 3(121). — С. 116—128.
- Трусделл К.  Главы из книги «Шесть лекций по современной натурфилософии» // Механика. — 1970. — № 4(122). — С. 99—136.
- Трусделл К.  Первоначальный курс рациональной механики сплошных сред. — М.: Наука, 1975. — 592 с.
- Трусделл К.  Очерки по истории механики. — М.; Ижевск: Институт компьютерных исследований, 2002. — 316 с. — ISBN 5-93972-192-3.